# Luca Pirondini
Luca Pirondini (Genova, 8 giugno 1981) è un politico italiano, dal 13 ottobre 2022 senatore della Repubblica per il Movimento 5 Stelle.

## Biografia
Nato a Genova, dove si è diplomato in viola al Conservatorio Niccolò Paganini, ha suonato in numerosi teatri e sale italiani, europei e mondiali tra cui: l'Opéra Garnier di Parigi, il Teatro Real di Madrid, il Musikverein di Vienna, il Teatro Mariinskij di San Pietroburgo, la Haus für Mozart di Salisburgo, il Mediterranean Conference Centre di Malta, il Teatro San Carlo di Napoli, il Teatro Regio di Parma, il Teatro Petruzzelli di Bari, il Teatro Lirico di Cagliari e il Teatro dell'Opera di Roma sotto la direzione di Riccardo Muti.
Aderente al Movimento 5 Stelle (M5S) nel 2012, alle elezioni amministrative del 2017 si candida a sindaco di Genova, ottenendo al primo turno il 18,07% dei voti ma non riuscendo ad accedere al ballottaggio, venendo comunque eletto consigliere comunale in quanto candidato sindaco non eletto.
Alle elezioni politiche anticipate del 2022 viene candidato al Senato della Repubblica, tra le liste del Movimento 5 Stelle nel collegio plurinominale Liguria - 01, risultando eletto senatore. Nella XIX legislatura è componente della 7ª Commissione Cultura e patrimonio culturale, istruzione pubblica, ricerca scientifica, spettacolo e sport e della Commissione parlamentare per l'infanzia e l'adolescenza.
Nel dicembre 2023 afferma di essersi dimesso dal Consiglio di indirizzo della fondazione teatro Carlo Felice di Genova (era stato nominato dai ministri della Cultura Alberto Bonisoli e Dario Franceschini, l’ultima volta nel 2020), poco dopo aver proposto, con un emendamento alla legge di bilancio, di destinare proprio al Carlo Felice un’erogazione straordinaria di 2,5 milioni di euro per i successivi tre anni.